# バルタザール・カンペンガウゼン

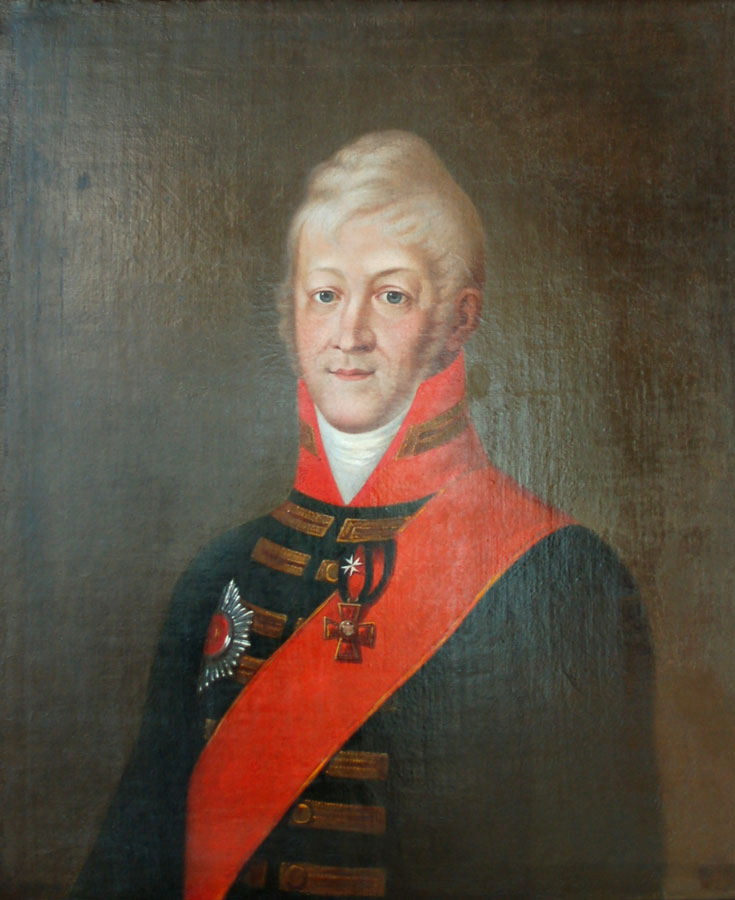
バルダザール・カンペンハウゼン

バルタザール・バルタザーロヴィチ・カンペンガウゼン男爵（バルタツァール・フォン・カンペンハウゼン、Балтазар Балтазарович Кампенгаузен、Baltazar Baltazarovich Kampengauzen、Balthasar von Campenhausen、1772年1月5日 - 1823年9月11日）は、帝政ロシアの政治家。内務大臣を短期間（在任期間：1823年6月28日から8月29日）務めた。
1772年ロシア帝国領リヴォニア（現在のラトビアとエストニアの一部）に生まれる。生家はバルト・ドイツ人貴族の家系である。ライプツィヒ、ヴィッテンベルク、ゲッティンゲンの大学で学んだ。
1809年財務官、1810年枢密顧問官、1811年国家評議会及び元老院議員を経て、1823年に内務大臣を務めたが、その年の9月11日にサンクトペテルブルクで死去した。